# 1862 au Canada
Pour un article plus général, voir Chronologie du Canada.
Cet article traite des événements qui se sont produits durant l'année 1862 au Canada.

## Événements
- Septembre : à Québec, l’Assemblée examine le problème de la fédération sous le triple aspect ferroviaire, commercial et politique.

### Politique
- 31 janvier : fondation du The Black Watch (Royal Highland Regiment) of Canada.
- John Sandfield Macdonald et Louis-Victor Sicotte deviennent premier ministre du Canada-Uni.
- Fondation du régiment des Voltigeurs de Québec.

### Sport

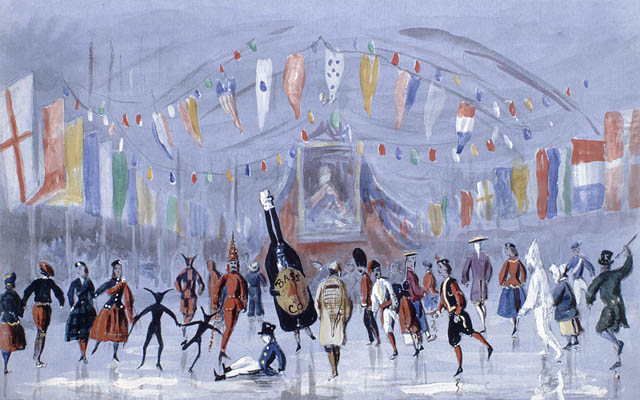
Activité de patinage au Victoria Skating Rink de Montréal

- Inauguration de la première patinoire intérieure au monde : le Victoria Skating Rink à Montréal.

### Culture
- Sketches of celebrated Canadians de Henry James Morgan.

### Religion
- 8 avril : érection du vicariat apostolique de McKenzie-Athabaska. Son premier évêque est Henri Faraud.
- Lancement des Guignolées pour venir en aide aux pauvres.

## Naissances
- Laura Bond, femme de Robert Borden.
- 9 janvier : Joseph-Octave Samson, (ancien maire de Québec) († 10 décembre 1945)
- 17 février : 
  - Arthur Norreys Worthington (chirurgien, médecin et homme politique fédéral) († 7 février 1912)
  - Ovide Charlebois, évêque et missionnaire.
- 28 février : Robert Jamieson Leslie († 5 décembre 1905)
- 2 juin : Errol Bouchette, sociologue et journaliste.
- 2 juin : Olivier-Napoléon Drouin, (homme d'affaires, ancien Maire de Québec) († 26 juin 1934)
- 22 août : Louis-Philippe Brodeur, homme politique et juge. († 2 janvier 1924)
- 18 novembre : Ernest Choquette, écrivain. († 29 mars 1941)
- 19 décembre : Peter Samuel George Mackenzie (homme politique)  († 1er novembre 1914)

## Décès
- 8 août : Allan MacNab, premier ministre du Canada-Uni.
- 18 août : Simon Fraser (explorateur)
- 23 février : Joseph Papin, homme politique.